# ミシュテカ

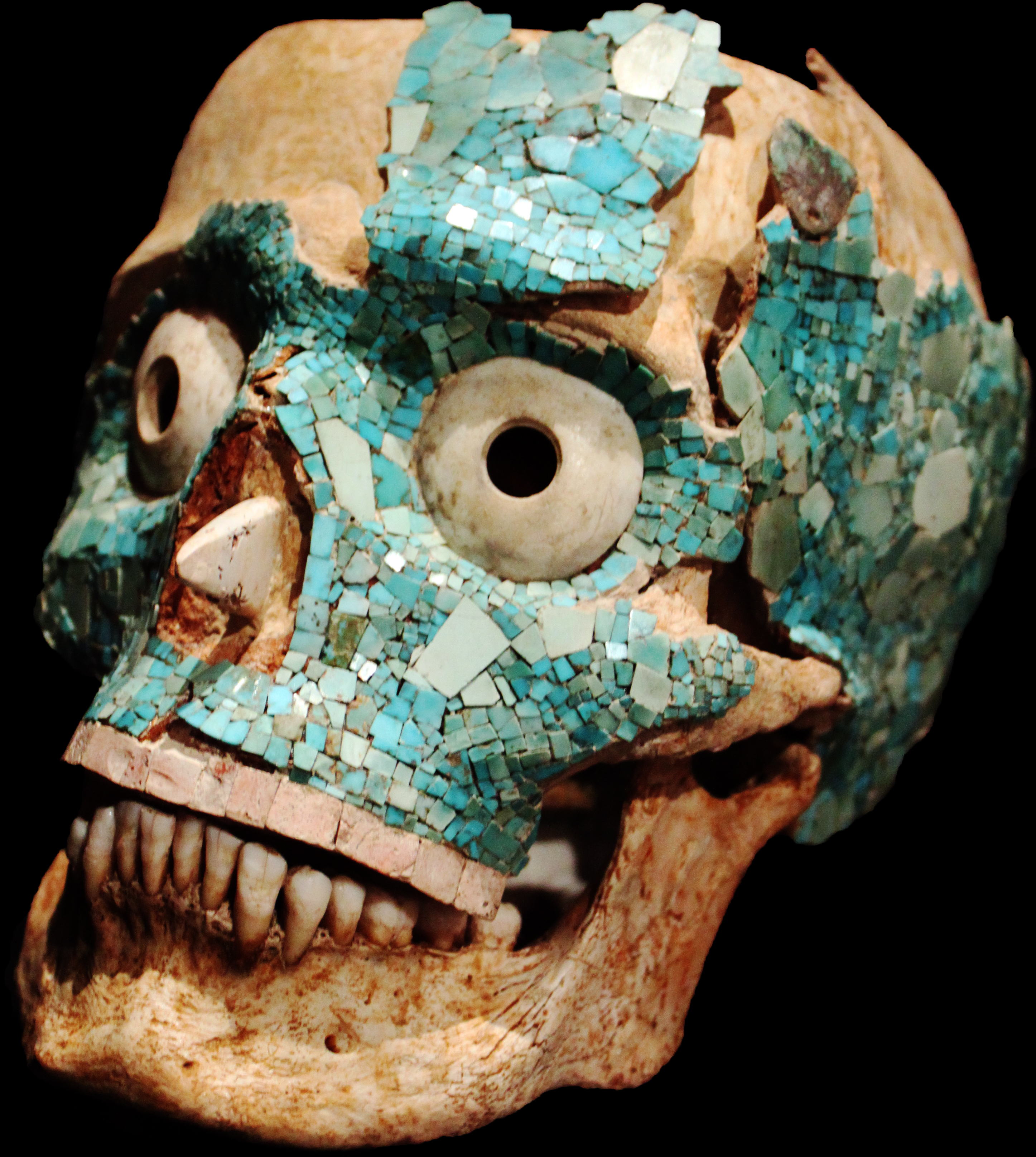
モンテ・アルバン7号墓で発見された翡翠の仮面、西暦およそ1300年 - 1350年頃

ミシュテカ（Mixteca）はメソアメリカの先住民で、メキシコのオアハカ州、ゲレーロ州、プエブラ州を合わせてラ・ミステカとして知られる地方に住む。ミシュテカ諸語はオト・マンゲ語族の中の大きな分派である。
ミシュテカという単語はナワトル語のミシュテカパン（Mixtecapan）、すなわち「雲の人々の地」に由来する。ミシュテカ語が話されていた地域は「ミシュテカ」として知られる。ミシュテカ人は自らのことを彼らの言葉でSa'an Davi、Da'an Daviと呼び、彼らの言葉の地域変種ではTu'un Savi、ñuu savi、ñuu djau、ñuu davi、naa saviと呼んでいた。

## 概要
先コロンブス期、ミシュテカはメソアメリカの主要な文明の1つだった。ミシュテカの重要な古代の中心地にはティラントンゴの古都に加え、アチウトラ、クイラパン、ワフアパン、ミトラ、トラシアコ、トゥトゥテペック、フストラワカおよびユクニュダウィの遺跡が含まれる。ミシュテカは古代都市モンテ・アルバン (ミシュテカが支配下に置く前のサポテカの都市を起源とする)を大幅に再建した。ミシュテカ工人が石材、木材、および金属で作った製品は当時のメソアメリカ全域を通じて珍重された。
ミシュテカはスペインの「征服者」（コンキスタドール）がやってくる前、アステカ皇帝アウィソトルによって30年ほど征服されていた。彼らはスペイン人とペドロ・デ・アルバラード率いる中央メキシコの同盟軍に鎮圧されるまで、スペイン人の支配に対し、激しく、血みどろの抵抗をした。

## 地理

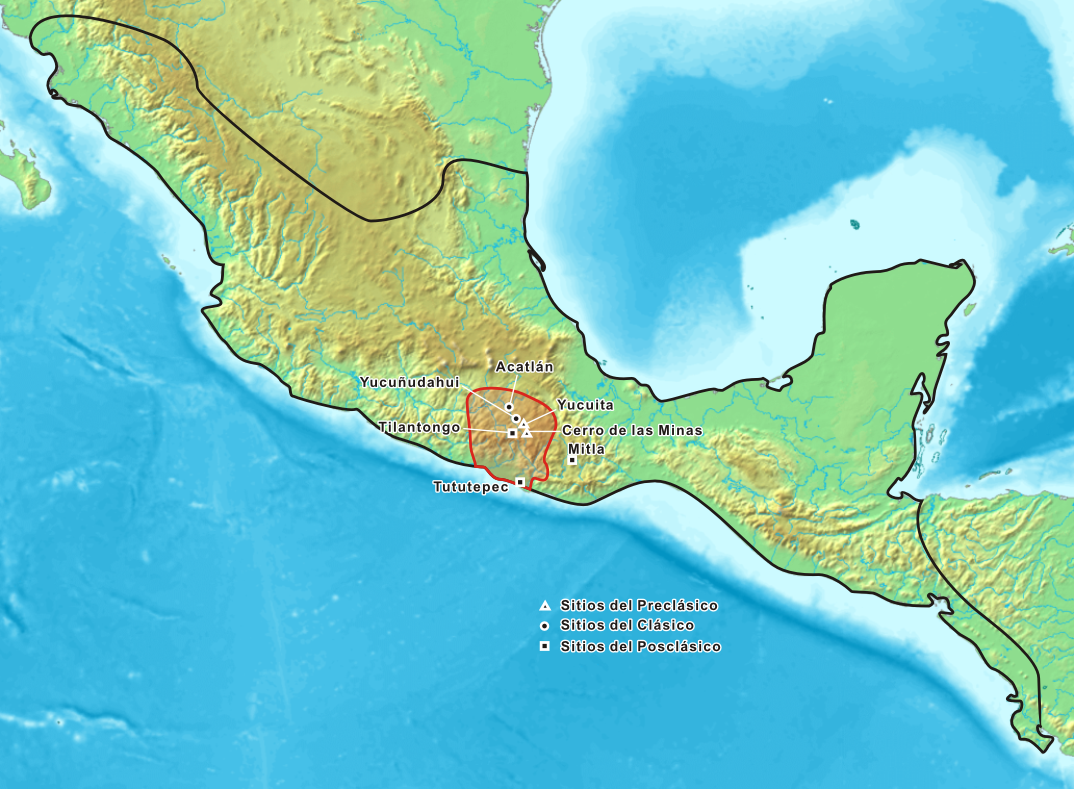
歴史上のミシュテカ地域を示す地図。先古典期の考古遺跡は三角、古典期の遺跡は丸い点、そして後古典期の遺跡は四角で印を付けている。

ミシュテカ地域は、歴史的にも現在でも、おおよそオアハカ州の西半分に相当するが、いくつかのミシュテカの集落は隣接するプエブラ州北西部やゲレーロ州まで分布していた。ミシュテカの人々と彼らの母国はしばしば3つの地理的・文化的地域に分けられる: 山岳地帯、その周辺、およびオアハカ渓谷の西に住む「ミシュテカ・アルタ」すなわち高地ミシュテカ；これら高地の北方と西方に住む「ミシュテカ・バハ」すなわち低地ミシュテカ、そして南の平野と太平洋沿岸に住む「ミシュテカ・デ・ラ・コスタ」である。ミシュテカの歴史にとってミシュテカ・アルタは中央高地に位置するミシュテカ国家の首都とともに支配的な政治勢力だった。オアハカ渓谷それ自体はしばしば紛争境界地域となり、ときにはミシュテカに、ときには東の隣人サポテカに支配されていた。
コイシュトラワカ盆地にあるen:Ndaxagua洞窟は、ミシュテカの重要な聖地である。

## 言語と絵文書
ミシュテカ語とその近接諸語は、20世紀末の段階でおよそ300,000人に達する人々によって話されていると推定されているが、ミシュテカ語話者の大多数は、実務的にスペイン語も話すこともできる。ミシュテカ諸語のいくつかはミシュテカ語以外の名前、とくにクィカテコ語 (Cuicateco)やトリキ語 (Trique)と呼ばれる。

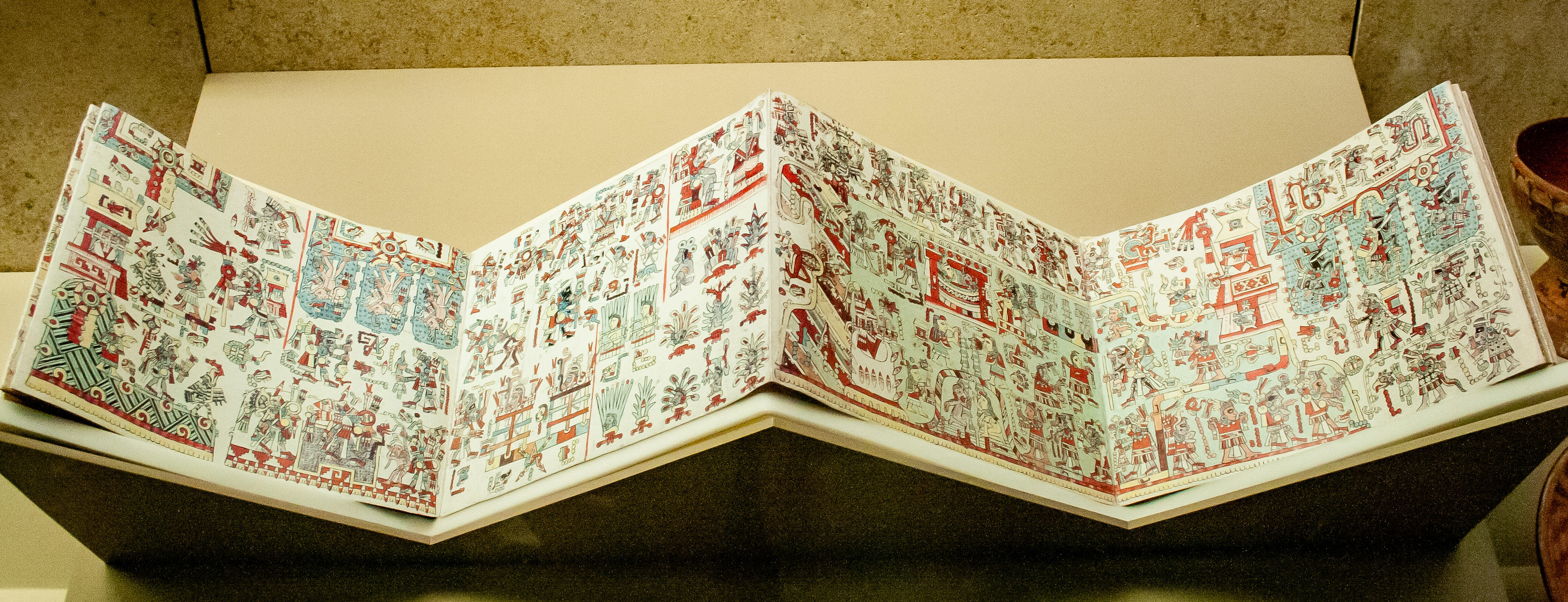
スペイン征服以前のミシュテカ語文書の1つであるヌッタル(ナットール)絵文書、大英博物館蔵

ミシュテカ語はその写本、もしくはその歴史と系図を鹿皮に「(屏風のように)折りたたまれた本」の形式で描いた絵文書によって人類学上よく知られている。ミシュテカの絵文書には、数字は○、文字は判じ絵のような絵文字を使い、絵全体で物語を表現している。絵文書に記載されたもっとも有名な物語は八の鹿王のものである。この名前は彼の生まれた日にちなみ、彼の個人名はジャガーの爪である。ボドリ絵文書とヌッタル(ナットール)絵文書を含むいくつかの絵文書に「八の鹿・ジャガーの爪」の叙事的な歴史に関連する記述があり、彼がミシュテカのほとんどの地域を征服し、統一することに成功したことと最後には52歳のとき戦いに敗れ生け贄になったことを記している。